# Pusiola fageli
Pusiola fageli là một loài bướm đêm thuộc phân họ Arctiinae, họ Erebidae.